# استاروکالمیاروو
استاروکالمیاروو (انگلیسی: Starokalmiyarovo) یک شهرک در شهرستان تاتیشلینسکی استان باشقیرستان کشور روسیه است.